# Nicolas Guérin
Nicolas Guérin (* 1978) je současný francouzský portrétní, reklamní a módní fotograf. Spolupracoval s agenturou Corbis, pracoval pro revue Positif, ale i pro The Guardian, časopis Time, Le nouvele observateur či Télérama nebo magazín Elle.

## Život a dílo
Vystudoval filmografii na univerzitě pod vedením Vincenta Amiela, člena redakční komise revue Positif, pro kterou od roku 2000 začal pracovat jako fotograf.
Svým objektům nechává prostor a čas se uvolnit. Sám vybírá vhodné prostředí a správný okamžik. Z jeho fotografií čiší ryzí spontánnost a přirozenost. Portréty tváře či celé postavy nejčastěji v černobílém provedení působí jednoduše a čistě nikoli však fádně nebo nudně.